# Будинок міської думи (Москва)
Стара будівля Московської міської думи — монументальна будівля теремного типу в псевдоросійському стилі, яка визначає вигляд площі Революції в центрі Москви. Збудовано у 1890-1892 з ініціативи міського голови Н. А. Алексєєва.

## Опис
Шестигласна дума з катерининських часів займала будівлю Губернських присутніх місць на Червоній площі. Після розширення числа голосних у 1863 міська дума переїхала в не призначений для представницьких цілей будинок Розумовського у Романовому провулку (Воздвиженка, 6).
У 1887 оголошений конкурс проектів на зведення нової великої будівлі Московської міської думи на Воскресенській площі (нині Революції). Усього було представлено 38 проектів. Переміг на конкурсі проект Д. М. Чичагова, який за стилем перегукувався з новим будинком Історичного музею та поєднував давньоруський декор (поребрики, бігунці, ширинки) з модними неоренесансними рішеннями інтер'єру.
Після підбиття підсумків розкрилися проблеми з фундаментами колишніх присутніх місць, на які планувалося поставити будівлю, та необхідність розширити проїзд до Червоної площі. Тому Дума влаштувала другий конкурс серед авторів найкращих робіт першого туру, і Чичагов знову переміг.
У новому проекті дерев'яні перекриття замінені на бетонні склепіння залізними балками. Щодо фасаду, Чичагов планував пофарбувати будинок у світло-сірий колір, а червоний колір був обраний вже при завершенні будівництва. У цей будинок була вбудована південна частина китайгородського монетного двору. Симетричність композиції підкреслив ґанок-намет з висячими гирками, який розміщений строго на головній осі будівлі.
У 1930-х будівля переобладнана під музей В. І. Леніна. При цьому первісне оздоблення інтер'єрів втрачено. У пострадянський період будівля передана у розпорядження Державного Історичного музею (ДІМ).
У 2012 у двоповерховому павільйоні, спеціально побудованому для цієї мети за проектом П. Ю. Андрєєва у внутрішньому дворі між будівлею думи і палатами Старого Монетного двору відкрито Музей Вітчизняної війни 1812 року (як філія ДІМ).
Відразу після відтворення в 1993 Московська міська Дума вже не повернулася до старої будівлі, а зайняла будинок на вулиці Петрівка, 22. З 2015 Московська міська Дума займає будинки на Страстному бульварі, 15/29.

## Галерея

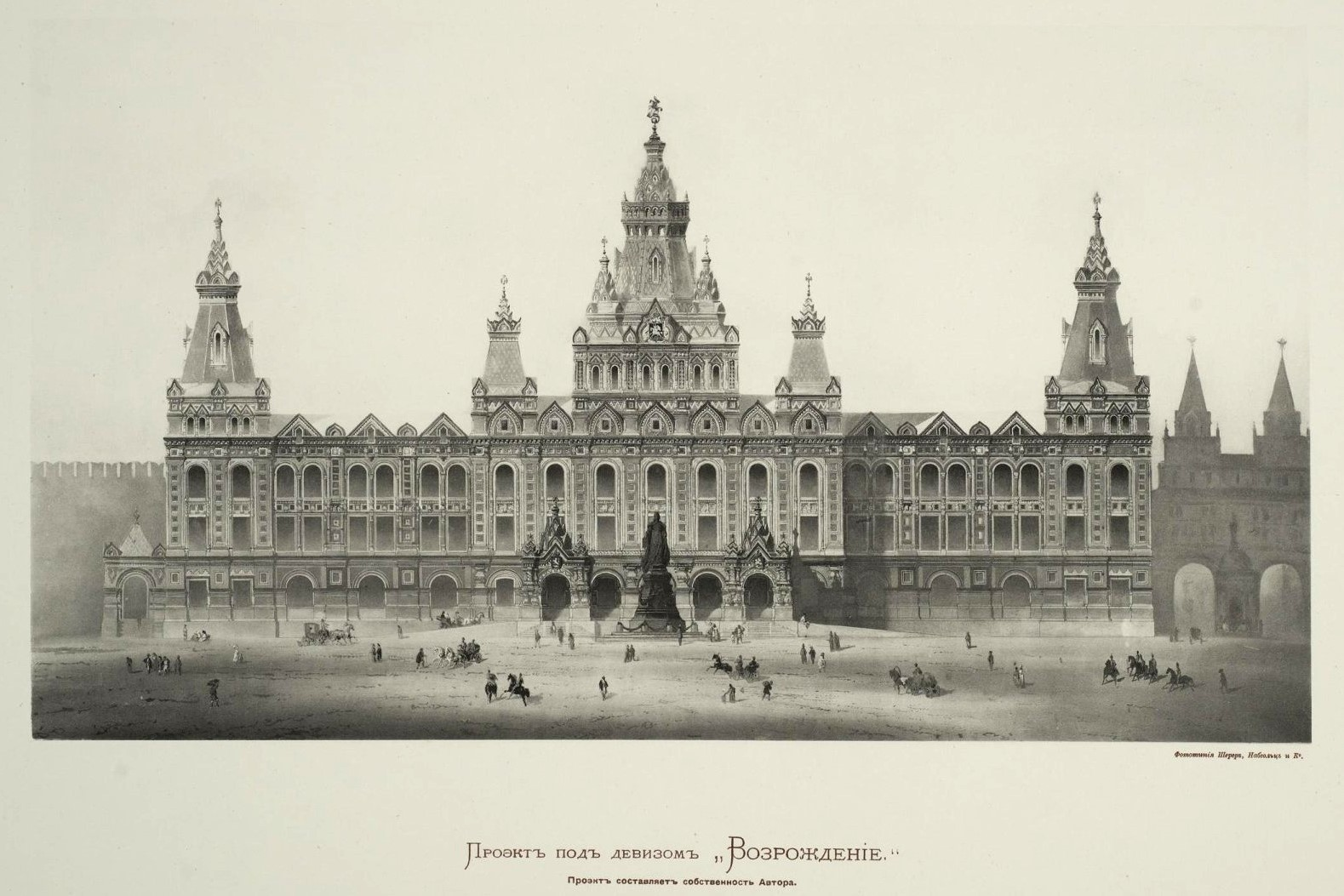
Конкурсний проект Московської міської думи від В. О. Шервуда (1888)
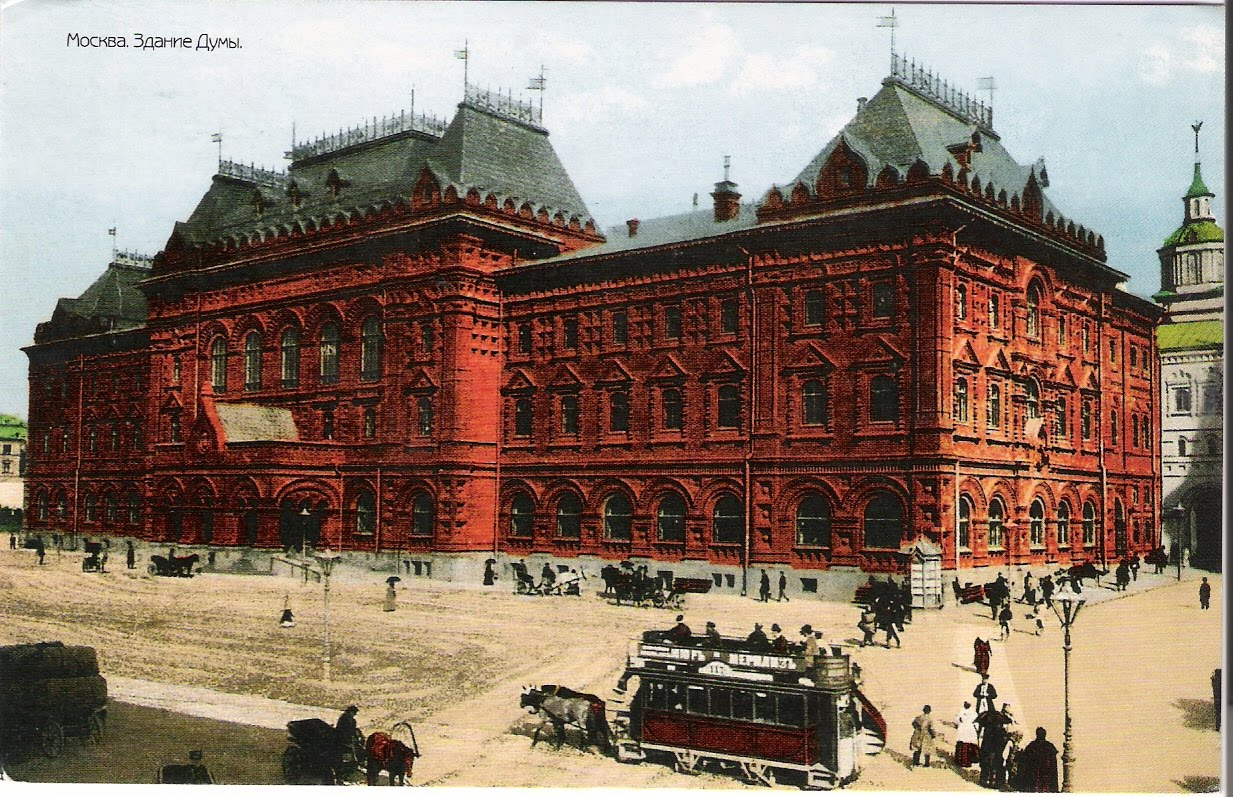
Московська міська дума у 1905
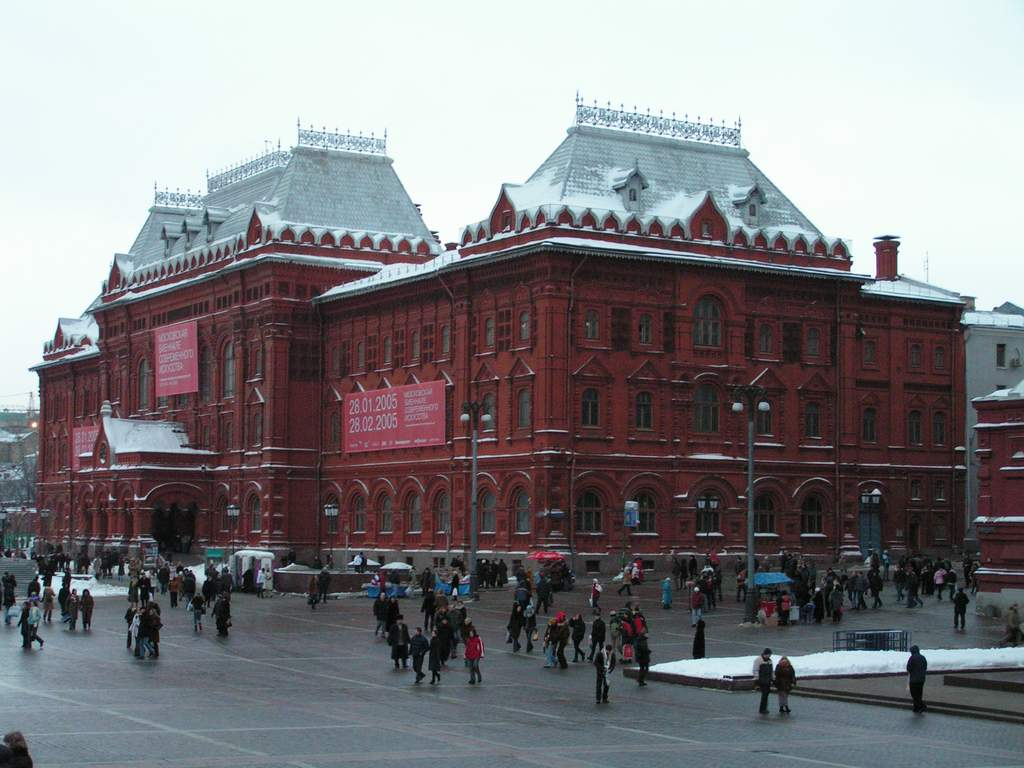
2005
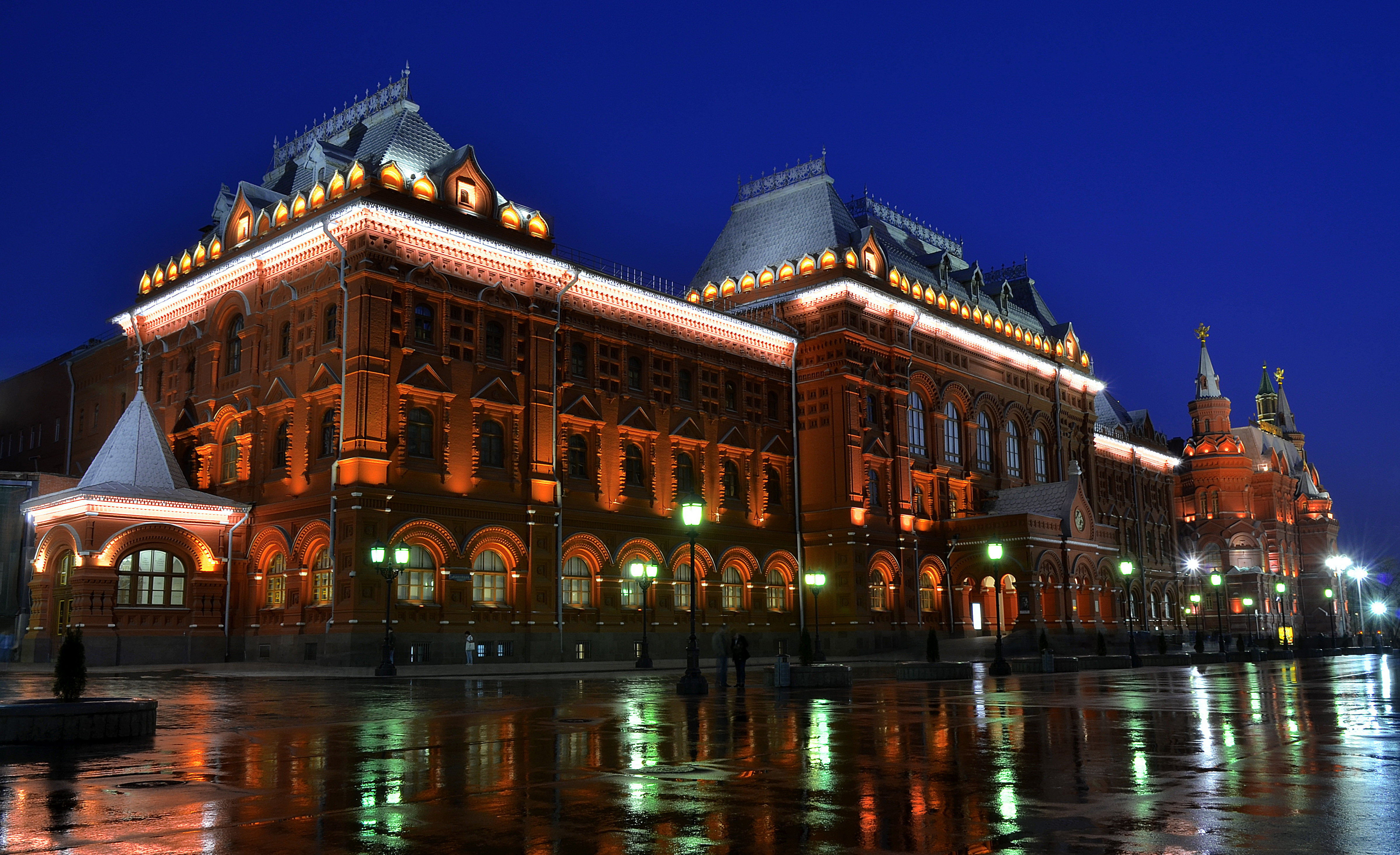
Вночі

## Джерело
- Енциклопедія "Москва" (1997)